# Шатт-ель-Араб
30°24′26″ пн. ш. 48°09′06″ сх. д. / 30.40722° пн. ш. 48.15167° сх. д.
Шатт-ель-Араб (араб. شط العرب) або Ервендруд (перс. اروندرود) — річка в південно-західній Азії — річка в Іраку та Ірані, що утворюється при злитті Тигру і Євфрату біля іракського міста Ель-Курна.
Арабська назва річки — Шатт-ель-Араб означає «Арабський берег».
Довжина близько 195 км.
Утворюється злиттям Тигру з Євфратом, впадає в Перську затоку.
Тече на південний схід, спочатку по території Іраку, потім, після міста Абу, — є межею між Іраком і Іраном.
Площа басейну близько 1 млн км² (включає басейни Тигру і Євфрату). Впадає у Перську затоку біля іракського міста Ель-Кишла.
Річка утворилася вже в історичний час в результаті поступового пониження рівня Перської затоки. До її появи Тігр і Євфрат впадали в затоку незалежно. На значному протязі річки її південний берег утворений древнім морським берегом великого острова, що існував в затоці до її обміління.